# آيت حلوان اغيل (آيت أومكداول أغيل)
آيت حلوان اغيل هو دُوَّار يقع بجماعة بين الويدان، إقليم أزيلال، جهة بني ملال خنيفرة في المملكة المغربية. ينتمي الدوّار لمشيخة آيت أومكداول أغيل التي تضم 4 دواوير. يقدر عدد سكانه بـ 561 نسمة حسب الإحصاء الرسمي للسكان والسكنى لسنة 2004.

## وصلات خارجية
- البوابة الوطنية للجماعات الترابية
- المندوبية السامية للتخطيط